# Coppa del Re 2013-2014 (fase finale)
Questa voce raccoglie un approfondimento sulle gare della fase finale dell'edizione 2013-2014 della Coppa del Re.

## Ottavi di finale

### Andata
| Arbitro: | Carlos Clos Gómez |

|               |           |                 |
| Postiga 90+3’ | Marcatori | 72’ Raúl García |

| Arbitro: | César Muñiz Fernández |

|             |           |  |
| Pacheco 72’ | Marcatori |  |

| Arbitro: | Alfonso Alvarez Izquierdo |

|            |           |  |
| Castro 42’ | Marcatori |  |

| Arbitro: | José Luis González González |

|                                          |           |  |
| Fàbregas 9’, 63’ (rig.) Messi 89’, 90+3’ | Marcatori |  |

| San Sebastián 9 gennaio 2014, ore 19:30 CET | Real Sociedad            | 0 – 0 referto | Villarreal | Anoeta (21.030 spett.)\| Arbitro: \| Alberto Undiano Mallenco \| |
| Arbitro:                                    | Alberto Undiano Mallenco |               |            |                                                                  |

| Arbitro: | Ignacio Iglesias Villanueva |

|            |           |            |
| Concha 64’ | Marcatori | 26’ Corona |

| Arbitro: | Pedro Jesús Pérez Montero |

|                      |           |  |
| Benzema 19’ Jesé 60’ | Marcatori |  |

| Madrid 9 gennaio 2014, ore 21:30 CET | Rayo Vallecano                 | 0 – 0 referto | Levante | Campo de Fútbol de Vallecas (3.301 spett.)\| Arbitro: \| José Antonio Teixeira Vitienes \| |
| Arbitro:                             | José Antonio Teixeira Vitienes |               |         |                                                                                            |

### Ritorno
| Arbitro: | Alejandro Hernández Hernández |

|  |           |                    |
|  | Marcatori | 61’ Sanz 79’ Durán |

| Arbitro: | Javier Estrada Fernández |

|                           |           |  |
| Godín 51’ Raúl Garcia 89’ | Marcatori |  |

| Arbitro: | Carlos Del Cerro Grande |

|               |           |  |
| Rico 23’, 76’ | Marcatori |  |

| Arbitro: | Miguel Ayza Gámez |

|                                                         |           |                     |
| Simão 9’ Sergio García 23’ (rig.) Álvarez 83’ Pizzi 86’ | Marcatori | 4’ Plano 80’ Javito |

| Arbitro: | [David Fernández Borbalán |

|            |           |  |
| Barral 43’ | Marcatori |  |

| Arbitro: | Antonio Mateu Lahoz |

|  |           |                             |
|  | Marcatori | 21’ C. Ronaldo 55’ Di María |

| Arbitro: | Eduardo Prieto Iglesias |

|  |           |              |
|  | Marcatori | 32’ Javi Ros |

| Arbitro: | Jesús Gil Manzano |

|  |           |                |
|  | Marcatori | 43’, 63’ Messi |

### Tabella riassuntiva
| Squadra 1                        | Totale | Squadra 2       | Andata | Ritorno |
| -------------------------------- | ------ | --------------- | ------ | ------- |
| 7/9 gennaio / 14/16 gennaio 2014 |        |                 |        |         |
| Rayo Vallecano                   | 0 – 1  | Levante         | 0 – 0  | 0 – 1   |
| Barcellona                       | 6 – 0  | Getafe          | 4 – 0  | 2 – 0   |
| Real Sociedad                    | 1 – 0  | Villarreal      | 0 – 0  | 1 – 0   |
| Racing Santander                 | 3 – 1  | Almería         | 1 – 1  | 2 – 0   |
| Alcorcón                         | 3 – 4  | Espanyol        | 1 – 0  | 2 – 4   |
| Real Madrid                      | 4 – 0  | Osasuna         | 2 – 0  | 2 – 0   |
| Valencia                         | 1 – 3  | Atlético Madrid | 1 – 1  | 0 – 2   |
| Real Betis                       | 1 – 2  | Athletic Bilbao | 1 – 0  | 0 – 2   |

## Quarti di finale

### Andata
| Arbitro: | Carlos Clos Gómez |

|  |           |             |
|  | Marcatori | 25’ Benzema |

| Arbitro: | Carlos Velasco Carballo |

|                           |           |          |
| González 4’, 33’ Vela 62’ | Marcatori | 83’ Koné |

| Arbitro: | Alejandro José Hernández |

|             |           |                                         |
| El Zhar 31’ | Marcatori | 53’ (aut.) Juanfran 60’, 81’, 86’ Tello |

| Arbitro: | David Fernández Borbalán |

|           |           |  |
| Godín 41’ | Marcatori |  |

### Ritorno
| Arbitro: | Fernando Teixeira Vitienes |

|         |           |  |
| Jesé 7’ | Marcatori |  |

| Arbitro: | Antonio Mateu Lahoz |

|            |           |                         |
| Aduriz 41’ | Marcatori | 55’ García 86’ D. Costa |

| Arbitro: | Alberto Undiano Mallenco |

|                                                     |           |                         |
| Adriano 28’ Puyol 44’ Sánchez 50’, 52’ Fàbregas 68’ | Marcatori | 9’ (aut.) Sergi Roberto |

| Santander 30 gennaio 2014, ore 21:00 CET | Racing Santander  | 0 – 3 (tav) referto | Real Sociedad | El Sardinero\| Arbitro: \| Jesús Gil Manzano \| |
| Arbitro:                                 | Jesús Gil Manzano |                     |               |                                                 |

### Tabella riassuntiva
| Squadra 1                       | Totale | Squadra 2        | Andata | Ritorno |
| ------------------------------- | ------ | ---------------- | ------ | ------- |
| 21/23 gennaio / 29 gennaio 2014 |        |                  |        |         |
| Levante                         | 2 – 9  | Barcellona       | 1 – 4  | 1 – 5   |
| Real Sociedad                   | 6 – 1* | Racing Santander | 3 – 1  | 3 – 0*  |
| Espanyol                        | 0 – 2  | Real Madrid      | 0 – 1  | 0 – 1   |
| Atlético Madrid                 | 3 – 1  | Athletic Bilbao  | 1 – 0  | 2 – 1   |

- Risultato assegnato a tavolino

## Semifinali

### Andata
| Arbitro: | Carlos Clos Gómez |

|                                |           |  |
| Pepe 18’ Jesé 57’ Di María 73’ | Marcatori |  |

| Arbitro: | José Luis González |

|                                   |           |  |
| Busquets 44’ Zubikarai 60’ (aut.) | Marcatori |  |

### Ritorno
| Arbitro: | Alberto Undiano Mallenco |

|  |           |                                  |
|  | Marcatori | 6’ (rig.), 15’ (rig.) C. Ronaldo |

| Arbitro: | Fernando Teixeira |

|               |           |           |
| Griezmann 86’ | Marcatori | 26’ Messi |

### Tabella riassuntiva
| Squadra 1                        | Totale | Squadra 2       | Andata | Ritorno |
| -------------------------------- | ------ | --------------- | ------ | ------- |
| 5 febbraio / 11/12 febbraio 2014 |        |                 |        |         |
| Barcellona                       | 3 – 1  | Real Sociedad   | 2 – 0  | 1 – 1   |
| Real Madrid                      | 5 – 0  | Atlético Madrid | 3 – 0  | 2 – 0   |

## Finale
| Arbitro: | Antonio Mateu Lahoz |

|                       |           |            |
| Di María 11’ Bale 85’ | Marcatori | 68’ Bartra |